# Ватагин, Глеб Васильевич
Глеб Васильевич Ватагин (Gleb Wataghin; 3 ноября 1899, Бирзула — 10 октября 1986, Турин) — итальянский физик, создатель крупной научной школы в Бразилии.

## Биография
Сын инженера путей сообщения Василия Ивановича Ватагина (1864—1929) и жены его Евгении Гуляницкой. Родился 3 ноября 1899 года в Бирзуле Ананьевского уезда Херсонской губернии, где его отец служил начальником 3-й дистанции Юго-Западных железных дорог.
Среднее образование получил в Императорской Александровской гимназии в Киеве, где был одноклассником Ивана Булгакова, младшего брата известного писателя. В 1918 году окончил курс гимназии и поступил в Университет Св. Владимира.
В 1920 году эмигрировал через Крым и Грецию в Италию и осел в Турине, где в 1922 году с отличием (с максимальными баллами) получил степень по физике, а в 1924 (также с отличием и с максимальными баллами) — по математике. Итальянское гражданство получил в 1929 г. С 1925 по 1933 годы преподавал физику и математику в Туринской королевской академии и в Туринской военной школе. В 1933—1934 годах преподавал в Туринском университете.
В 1934 году Глеб Ватагин принял приглашение университета Сан-Паулу и переехал в Бразилию. Целая плеяда физиков Бразилии взращена Ватагиным: С. Латтес, О. Сала, М. Шенберг и др. Создание бразильской научной школы обеспечивалось также тем, что Ватагин приглашал известных учёных со всего мира преподавать в Бразилии (А. Комптон, Х. Юкава, Д. Бом, Р. Фейнман, Дж. Оккиалини).
В 1949 году Ватагин вернулся в Италию и стал профессором Туринского университета. В 1950 году он был избран в Туринскую академию наук, а в 1951 году награжден премией Фельтринелли. По воспоминаниям советского физика М. А. Маркова, в 1965 году Ватагин посетил Советский Союз для участия в конференции по физике элементарных частиц в Киеве, которая, в частности, проходила и в здании его родной Александровской гимназии. Впоследствии Ватагин неоднократно посещал Советской Союз, а Марков при каждой поездке в Италию «считал своим долгом посетить Турин, чтобы встретиться с Ватагиным, большим русским патриотом за границей».
Умер в 1986 году в Турине.

## Труды
Глеб Ватагин известен как пионер в нелокальной квантовой теории поля (Wataghin, 1934), а также за выдающиеся работы в области физики космических лучей (он теоретически предсказал возможность рождения нескольких вторичных частиц при высоких энергиях). Также он работал над статистикой частиц при низких температурах, над вопросами состава звезд в астрофизике, над нелокальной теорией композитных моделей кварков. Ему с соавторами принадлежит открытие адронных ливней. Ватагиным и О. Сала экспериментально найдено сечение протон-протонного взаимодействия высоких энергий.

## Память
Именем Ватагина названы физический факультет университета Кампинас и премия по физике.

## Основные работы
- G. Wataghin, Bemerkung über die Selbstenergie der Elektronen, Zeitschrift für Physik 88, pp. 92-98 (1934)
- G. Wataghin, Thermal Equilibrium Between Elementary Particles, Phys. Rev. 63, 137 (1943)
- G. Wataghin, On the Formation of Chemical Elements Inside the Stars, Phys. Rev. 73, 79 (1948)
- M. Panetti, G. Wataghin, Cosmic-Ray Intensity in the Upper Atmosphere, Phys. Rev. 79, pp. 177—178 (1950)